# Thomas Wayne
Pour les articles homonymes, voir Wayne.
Thomas Wayne est un personnage de fiction créé par Bob Kane, Bill Finger et Gardner Fox dans Detective Comics #33 en 1939.

## Biographie fictive
Le docteur Thomas Wayne est le père de Bruce Wayne et le mari de Martha Wayne. C'est un chirurgien doué ainsi qu'un bienfaiteur participant à de nombreuses œuvres de charité. La fortune de la famille Wayne vient de ses nombreuses acquisitions immobilières et industrielles.
Les apparitions de Thomas Wayne ne se font qu'à travers les souvenirs de Bruce ou d'Alfred Pennyworth. Il est fréquent que Bruce Wayne rêve de son père. Un élément récurrent dans la biographie de Thomas Wayne est le jour où Bruce tomba dans une crevasse du jardin du Manoir Wayne. La grotte ainsi découverte deviendra la future Batcave. (selon les scénaristes cette crevasse est parfois remplacée par un puits abandonné). Ce fut Thomas Wayne qui sauva son fils terrifié.
Le Dr Wayne fut aussi, en quelque sorte, le premier Batman. Par un concours de circonstances, Thomas Wayne arrête des voleurs alors qu'il se rendait à un bal masqué déguisé en chauve-souris. Grâce à cet acte héroïque, Lew Moxon fut emprisonné. Ce dernier ordonna le meurtre de Thomas Wayne dix ans plus tard. Lorsque Bruce se rendit compte que Moxon fit tuer ses parents, il décida de le rencontrer. Cependant, Moxon souffre d'amnésie sélective et ne se rappelle plus ses actes passés. Bruce utilise le costume que son père avait fabriqué pour ce bal costumé pour créer un choc. Moxon se souvient alors de son crime. Il fuit en pensant être poursuivi par le spectre de Thomas Wayne. Il se fait renverser par un camion et meurt de ses blessures.
Un temps, on suspecte Thomas Wayne d'être le père de Bane. Un test ADN prouvera le contraire. Le véritable père de Bane est en réalité King Snake.
Thomas Wayne sauve la vie de Carmine Falcone quelques jours avant d'être tué. Vincent, le père de Falcone, implore Thomas Wayne de sauver son fils qui s'est fait tirer dessus lors d'une guerre des gangs déclenchée par Luigi Maroni. Thomas veut emmener le jeune Falcone à l'Hôpital, mais Vincent insiste pour que personne ne soit au courant de la fusillade. Il opère donc Carmine Falcone sur la table du salon, assisté d'Alfred. Bruce observe cette scène en silence. Des années plus tard, lorsque Alberto Falcone se met en guerre contre Gotham sous le masque d'Holiday, Batman ressent de l'amertume envers son père, car s'il avait laissé Falcone mourir, rien de tout cela ne serait arrivé.
Le 26 juin à 22 h 47, Thomas et Martha Wayne se font assassiner par balles par Joe Chill, une petite frappe. Cela se produit sous les yeux de Bruce, âgé de 8 ans, à la sortie d'un cinéma. Le collier de Martha Wayne lui est arraché violemment, ses perles tombant dans les égouts. Cet évènement ébranla la ville de Gotham, vue la renommée des victimes. La ruelle dans laquelle les Wayne furent tués fut renommée en Crime Alley (anciennement Park Row). C'est ce traumatisme qui mena Bruce Wayne à devenir Batman.
Vu le nombre important de scénaristes qui ont écrit sur Batman, certains faits concernant le meurtre des Wayne varient :
- L'âge de Bruce au moment de l'évènement varie généralement entre six et dix ans. Cependant, les scénaristes se sont mis d'accord pour le fixer à huit ans. Le film Batman Begins confirme cette thèse.
- Le meurtrier presque toujours Joe Chill, bien que selon certaines histoires, Batman n'ait jamais découvert l'identité de ce dernier. On ignore si Chill était une petite frappe minable ou un tueur à gages chargé d'assassiner les Wayne avec préméditation. Dans le film Batman de Tim Burton il est remplacé par Jack Napier qui deviendra le futur Joker.
- Le spectacle que les Wayne sont allés voir avant l'agression est variable selon les versions : le film des années 1920 le Signe de Zorro avec Douglas Fairbanks soit la version années 1940 du même film avec Tyrone Power. Dans Batman Begins, il s'agit de Mefistofele, l'opéra d'Arrigo Boito.

Dans l'univers Flashpoint, c'est Thomas Wayne qui endosse le costume de Batman, pour venger la mort de son fils. Note : Au contraire de son homologue, il a survécu après le meurtre de son fils. De plus il fait usage d'arme a feu, car le meurtre de son fils à main armée ne l'a pas psychologiquement affecté au contraire de l'homologue vivant de son fils.
Dans The Batman, Thomas Wayne est un riche milliardaire qui s’était présenté à la mairie de Gotham, mais avait demandé à Falcone de faire tuer un journaliste qui menaçait de révéler les antécédents psychologiques de sa femme, Martha qui était issue de la famille Arkham, l’une des familles fondatrices de Gotham. Thomas s’est sûrement fait assassiner après avoir avoué à Falcone qu’il allait le dénoncer pour le meurtre, pour que sa campagne réussisse .

## Apparitions dans d'autres médias
Sauf indication contraire, les informations mentionnées dans cette section peuvent être confirmées par la base de données cinématographiques IMDb,  présente dans la section « Liens externes ».

### Cinéma
- Batman (Tim Burton, 1989) interprété par David Baxt
- Batman Forever (Joel Schumacher, 1995) interprété par Michael Scranton
- Batman Begins (Christopher Nolan, 2005) interprété par Linus Roache (VF : Stéphane Vasseur ; VQ : François Trudel)
- Batman v Superman : L'Aube de la Justice (Zack Snyder, 2016) interprété par Jeffrey Dean Morgan - un rapide flash-back au début du film permet de l'apercevoir, lui et son épouse, pendant leur assassinat.
- Joker (Todd Phillips, 2019) interprété par Brett Cullen - une version quelque peu différente de Thomas Wayne y est présentée. Loin des premières adaptations de comics, Thomas Wayne y est dépeint comme un homme issu des classes supérieures, candidat à la mairie de la ville. Il est assassiné par un des participants au mouvement social lancé par le Joker.
- The Batman (Matt Reeves, 2022) interprété par Luke Roberts - une version corrompue de Thomas Wayne qui ressemble énormément à celle de Joker, ou il est candidat à la mairie mais a demandé à Falcone de faire taire un journaliste, il est assassiné par Falcone après avoir voulu dire à la police que Falcone était responsable du meurtre du journaliste.

### Télévision
- Batman (Paul Dini, Bruce Timm, Eric Radomski, 1992-1995) doublé par Kevin Conroy (VF : Richard Darbois)
- Batman : L'Alliance des héros (3 épisodes, 2008-2010) doublé par Corey Burton puis par Adam West
- Gotham (saison 1, épisode 1, 2014) interprété par Grayson McCouch
- Prenez garde à Batman ! (1 épisode, 2014) doublé par Anthony Ruivivar
- Pennyworth (2019) interprété par Ben Aldridge

### Vidéofilms
- Batman: Gotham Knight (2008) doublé par Jason Marsden
- Batman: The Dark Knight Returns, partie 1 (2012) doublé par Bruce Timm (VF : Saïd Amadis)
- La Ligue des justiciers : Le Paradoxe Flashpoint (2013) doublé par Kevin McKidd (VF : Saïd Amadis)
- Batman vs. Robin (2015) doublé par Kevin Conroy (VF : Michel Vigné)

### Podcasts
- Batman : Autopsie (Douglas Attal, 2022) avec Lance Reddick (VF : Thibault de Montalembert)

### Jeux vidéo
- Batman: Arkham Asylum (2009) doublé par Kevin Conroy (VF : Martial Le Minoux)
- DC Universe Online (2011) doublé par Kevin Collins
- Batman: A Telltale Games Series (2016)